# Barles
Barles ist eine französische Gemeinde mit 124 Einwohnern (Stand 1. Januar 2022) im Département  Alpes-de-Haute-Provence in der Region Provence-Alpes-Côte d’Azur. Sie gehört zum Kanton Seyne im Arrondissement Digne-les-Bains. Die Bewohner nennen sich Barlatans.

## Geographie
Der Ort liegt auf 987 m. Der Fluss Bès kommt vom Osten und verlässt Barles in Richtung Süden. Die Départementsstraße D900A folgt dem Tal des Bès.
Barles grenzt im Norden an Selonnet, im Osten an Auzet und Verdaches, im Südosten an Beaujeu (Berührungspunkt), im Süden an La Javie und La Robine-sur-Galabre, im Südwesten an Authon und im Westen an Bayons.

## Bevölkerungsentwicklung
| Jahr      | 1962 | 1968 | 1975 | 1982 | 1990 | 1999 | 2008 | 2012 |
| --------- | ---- | ---- | ---- | ---- | ---- | ---- | ---- | ---- |
| Einwohner | 123  | 100  | 81   | 85   | 104  | 114  | 152  | 147  |